# Girls (indierockband)
Girls was een Amerikaanse indierockband uit San Francisco, in 2007 opgericht door Christopher Owens (songwriter en zanger) en Chet "JR" White (basgitaar en productie). De muziek van de band was sterk geïnspireerd op de muziek uit de jaren vijftig, zestig en zeventig, en is omschreven als lo-fi, surfrock, rock-'n-roll, psychedelische rock, poprock, countryrock en garagerock.

## Geschiedenis

### Voorgeschiedenis enAlbum
Owens werd geboren in de fundamentalistische sekte Children of God, maar op vijftienjarige leeftijd ontvluchtte hij deze vanuit hun gemeenschap in Slovenië en vestigde zich in Amarillo (Texas). Hij deed er jaren over om zich hedendaagse technologie eigen te maken, en fenomenen als hardcore punk en nihilisme te verkennen, om zich langzamerhand staande te kunnen houden in de gewone maatschappij. Een van zijn manieren was om als straatmuzikant op te treden, waarmee hij zich kon uiten en contacten kon leggen. In zijn jeugd bij de Children of God was hem niet toegestaan om naar muziek buiten de eigen groep te luisteren, maar voor films gold zoiets niet, waardoor hij toch kennis kon maken met muziek van onder meer Queen en Guns N' Roses. Op 25-jarige leeftijd verhuisde hij naar San Francisco, waar hij muziek begon te maken en cocaïne en heroïne begon te gebruiken. Hij werd lid van de band Holy Shit met Ariel Pink en Matt Fishbeck, en ontmoette in die tijd Chet "JR" White. Met White begon hij nauw samen te werken en korte tijd later kwam het detuutalbum uit, Album geheten, dat positieve recensies kreeg. Pitchfork gaf de plaat een 9,1 op een schaal van 10 en plaatste de van het album getrokken single "Hellhole Ratrace" op 383 van de top 500 "songs of the 2000s".

### Father, Son, Holy Ghost
In september 2011 kwam het tweede album uit, Father, Son, Holy Ghost. De thematiek van het album is voornamelijk liefde en de drugsverslaving van Owens. Ook deze plaat kreeg veel positieve kritiek. Pitchfork gaf een 9,3 en Spin  een 9 uit 10 en schrijft als conclusie "met (de) exquise, boven indie uitstijgende melodieën, arrangementen en musicaliteit (het speelse "Magic", het elegante "Just a Song", het opzwepende "Die"), flirten (Christopher Owens) en bassist-producer JR White met perfectie." Father, Son, Holy Ghost bereikte een 37e plaats in de Billboard 200.

### Einde van de band
Op 1 juli 2012 kondigde Christopher Owens aan dat hij de band zou verlaten. Hij gaf als reden de constante personeelswisselingen op. "Voor elke tournee vervingen we de bandleden; ik had niet het gevoel dat anderen in mijn ontwikkeling meegingen." Volgens Owens waren er in de loop der jaren niet minder dan 21 bandleden geweest. Owens bracht in 2013 zijn solodebuut uit, Lysandre.

## Discografie

### Albums
- 2009 - Album
- 2011 - Father, Son, Holy Ghost

### Ep's
- 2010 - Broken Dreams Club

### Singles
- 2008 - "Lust For Life/Morning Light" (gelimiteerde editie)
- 2009 - "Hellhole Ratrace"
- 2009 - "Lust For Life"
- 2009 - "Laura"
- 2010 - "Morning Light"
- 2011 - "Lawrence"
- 2011 - "Honey Bunny"
- 2012 - "Hey Ma"